# Latiginella handeni
Latiginella handeni är en tvåvingeart som beskrevs av Verbeke 1963. Latiginella handeni ingår i släktet Latiginella och familjen parasitflugor. Inga underarter finns listade i Catalogue of Life.